# Vulgo
Vulgo, abgekürzt vlg. oder v/o bedeutet gewöhnlich, volkstümlich, im Sinn von „allgemein gebräuchlich“, „gemeinhin so genannt“. Es ist ein lateinisches Wort, abgeleitet von vulgus „das Volk“, „der große Haufen“. Steht das Wort vulgo vor oder nach einem Orts- oder Familiennamen oder einer sonstigen Bezeichnung, sind dies die allgemeinen, vom Volke dafür verwendeten Ausdrücke.

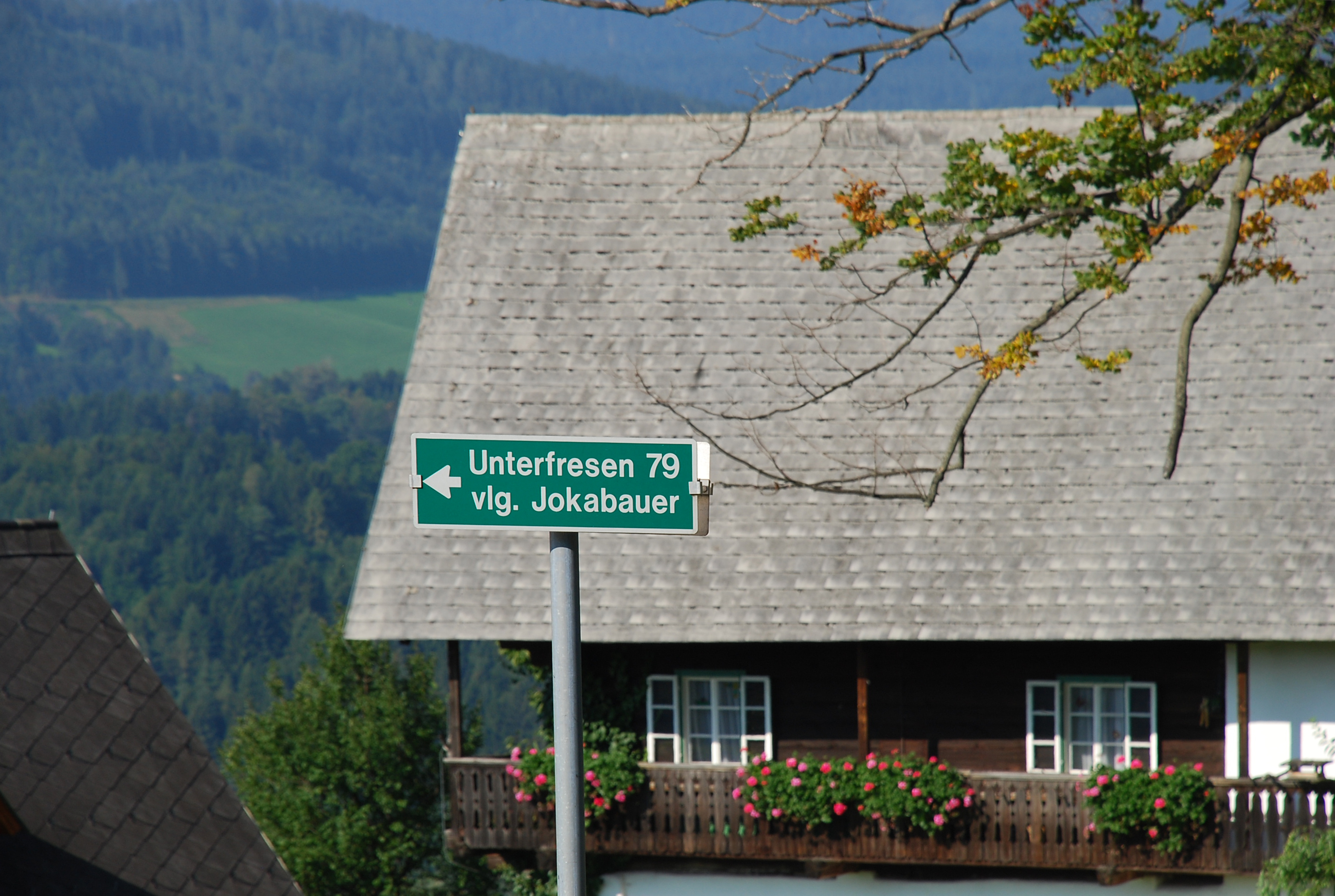
Die Abkürzung „vlg.“ auf dem Wegweiser zu einem Bauernhof in der südlichen Steiermark

## Hausname
Der Zusatz vulgo war im 18. und 19. Jahrhundert üblich, um beispielsweise in einem Eintrag in Kirchenbüchern jemanden genauer zu kennzeichnen. Er wird auch im 21. Jahrhundert in ländlichen Gegenden verwendet, um Bauernhöfe unabhängig vom Familiennamen der jeweiligen Besitzerfamilien zu bezeichnen. Solche „Vulgonamen“ enthalten nicht selten Hinweise auf wirtschaftliche Funktionen des jeweiligen Hofes (z. B. Schlossseppl als Bauernhof bei einem früheren Schloss oder Gratzen auf eine frühere Verwaltungs- oder Verteidigungsfunktion). In Österreich ist die Verwendung des „Hausnamens“ bzw. des „Vulgonamens“ auch heute noch verbreitet. Dies geht so weit, dass der amtliche Familienname nicht gebräuchlich ist und im Alltagsgespräch Personen einander mit dem Hausnamen anreden. Einzig bei Behörden und Ämtern ist die Angabe des amtlichen Familiennamens obligatorisch.
Oft liegen auch Hinweise auf frühere Besitzer vor: „Franz Schulz vulgo Drabosenig“. Die Person hieß Franz Schulz, hatte aber in den Drabosenig-Hof eingeheiratet oder diesen übernommen. Unter diesem Namen (der Drabosenig-Bauer) war er in der Gegend bekannt (Hausname). In diesem Zusammenhang kennzeichnet das Wort den gebräuchlichen Namen des Bauernhofes (im Gegensatz zum Namen seines Besitzers, für den der Hofname als Übername verwendet wird).

## Biername
Später wurde dieser Begriff auch in Studentenverbindungen benutzt. Um diesen zu kennzeichnen, schreiben sie meist „v.“ oder „v/o“. Dasselbe gilt für Pfadfinder, um den Pfadfindernamen zu kennzeichnen.

## In der Literatur
In der Literatur wird der Begriff auch verwendet, um einen mitunter derben und einfachen volkstümlichen Begriff zu kennzeichnen.
Beispiele
- Computerzugriff erlangen, vulgo: einloggen
- urinieren, vulgo: pissen